# The First Crusade
 (mai 2017).
Si vous disposez d'ouvrages ou d'articles de référence ou si vous connaissez des sites web de qualité traitant du thème abordé ici, merci de compléter l'article en donnant les références utiles à sa vérifiabilité et en les liant à la section « Notes et références ».
Albums de HammerFall
Legacy of Kings Renegade
The First Crusade est la première vidéo publiée par le groupe de metal progressif suédois HammerFall, en 1999. C'est une sorte de présentation du groupe à ceux qui ne le connaîtraient pas encore, doublé d'un bilan de la création du groupe jusqu'à la sortie, évoquée dans la vidéo, de leur deuxième album.

## Liste des pistes de la vidéo
1. Introduction
2. Steel Meets Steel (live à Flunsasparken (Göteborg), le 11 mai 1996)
3. Glory To The Brave (première version du clip tournée à Mora (Suède) en mai 1997)
4. HammerFall (clip tourné à Mora en mai 1997)
5. Introducing: Magnus Rosén (présentation d'une démo du bassiste pour son intégration dans le groupe)
6. Steel Meets Steel (extrait live au Down Under, à Göteborg, le 27 juin 1997)
7. Glory To The Brave (deuxième version du clip tournée à Trèves (Allemagne) en août 1997)
8. Making OF Glory To The Brave (making of de la deuxième version du clip)
9. Ravenlord (reprise live de Stormwitch feat. Andy Mück, au festival Bang Your Head II, à Tübingen (Allemagne), le 14 septembre 1997)
10. The Metal Age (live à Musikens Hus Majorna (Göteborg), le 30 janvier 1998)
11. Nominated For The Swedish Grammy Awards
12. Stone Cold (live au festival Dynamo Open Air, à Eindhoven (Pays-Bas), le 30 mai 1998)
13. Listening Session (plusieurs journalistes de magazines metal invités à écouter l'album Legacy of Kings en exclu au Studio Fredman, à Göteborg, le 9 juin 1998)
14. German TV Advertisment (pub TV allemande pour le single Heading The Call)
15. Releaseparty For Legacy Of Kings (à Göteborg, le 19 septembre 1998)
16. Head Over Heels (reprise live d'Accept feat. Udo Dirkschneider, à Göteborg, le 19 septembre 1998)
17. Balls To The Wall (reprise live d'Accept feat. Udo Dirkschneider et Mikkey Dee, à Göteborg, le 19 septembre 1998)
18. Breaking The Law (reprise live de Judas Priest avec Oscar Dronjak au chant et Joacim Cans à la batterie, à Göteborg, le 19 septembre 1998)
19. Outtakes And Sign Off

Bonus : Australian Metal Warriors (quelques interviews exclusives des membres du groupe par le fan-club officiel australien).